# Брезова-під-Брадлом
Брезова-під-Брадлом (словац. Brezová pod Bradlom, нім. Birkenhain, угор. Berezó) — місто на заході Словаччині, що розташоване біля підніжжя Малих Карпат. Населення близько 5,5 тисяч осіб.

## Назва
Брезова в перекладі українською означає «березовий». Повна назва вказує на розташування міста поруч із пагорбом Брадл заввишки 543 м.

## Історія
Брезова вперше згадується 1263 року в листі короля Бели IV. У 1709 поселення стала містом. У 1848 році Брезова була одним з центрів повстання.

## Демографія
| Рік:            | 1994. | 2004.   | 2014.   | 2024.   |
| --------------- | ----- | ------- | ------- | ------- |
| Кількість осіб: | 5693  | 5452    | 4996    | 4543    |
| Різниця:        |       | -4,23 % | -8,36 % | -9,06 % |

| Рік:            | 2023. | 2024.   |
| --------------- | ----- | ------- |
| Кількість осіб: | 4607  | 4543    |
| Різниця:        |       | -1,38 % |

Брезова-під-Брадлом має населення 5,110 осіб. (станом на 21 травня 2011 року). За даними перепису населення 2001 року 92,2 % жителів були словаки і 0,8 % чехи. Релігійний склад: 38,5 % лютерани, 24,9 % католики і 22,5 % людей, які не мають релігійної приналежності.

## Визначні пам'ятки

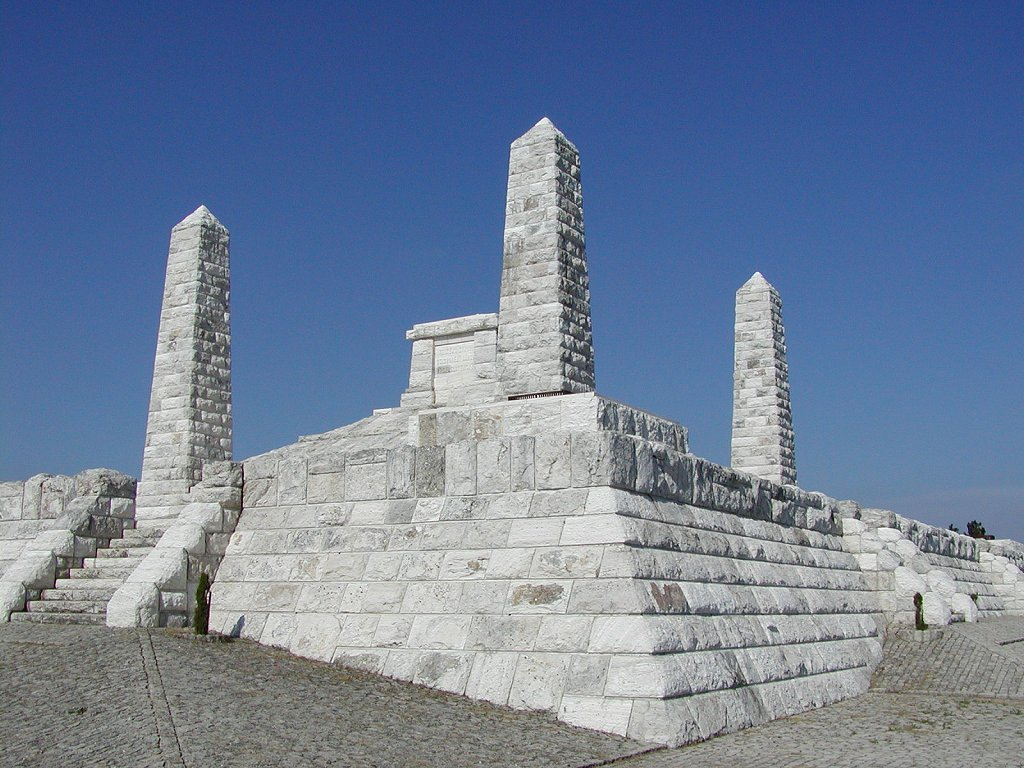
Могила Мілана Штефаника

- Пам'ятник одному із засновників Чехословаччини генералу Мілану Растіславу Штефанику (1880—1919). Встановлено на могилі в центрі Брадломського пагорба, висота якого становить 543 м. Генерал дружив з Томашем Г. Масариком і Едвардом Бенешем. Він загинув в авіакатастрофі 1919 року під Братиславою, повертаючись в країну, після призначення його на пост міністра оборони в новому уряді Чехословаччини. Монумент створений у вигляді величезної споруди з світло-сірого каменю зі сходами, які ведуть до самого поховання з обелісками на кожному розі. Автор проєкту — словацький архітектор Душан Юркович. Будівництво тривало в 1927—1928 роках.

## Географія
Протікає Прєпаснянський потік